# CBCニュースネットワーク (テレビ番組)
『CBCニュースネットワーク（CBC News Network）』（旧タイトル『CBCニュースナウ（CBC News Now）』として番組ガイドに記載されることもある）は、CBCニュースネットワークの自称ローリングニュース番組。この番組は、東部時間6:00から17:00まで（日曜日は16:30まで）毎日放送され、平日夜の放送も追加される（後述）。土曜日の追加のライブエディションは、18:00、21:00、23:30に放送される。アーティ・ポールは、これらのエディションのメインホストである。
ニュース速報、インタビュー、ゲスト分析など、国内外のニュースを1日を通して生放送する。この番組では、1時間毎にビジネスやスポーツの最新情報が配信されるほか、ザ・ウェザー・ネットワークが提供する気象情報も表示される。昼間の放送は、トロントのカナダ放送センターで制作されている。

## CBCテレビジョン加盟局での同時放送
ローリング報道の同時放送は、現地時間正午から13:00まで、全てのCBCテレビジョン加盟局で放送される（ローカルのCBCラジオ・ワンの朝の番組が代わりに同時放送されない地域では、6:00から7:00まで）。

## 夕方版
CBC地域放送センター・バンクーバーで制作され、イアン・ハノマンシングがホストを務める平日夜のプライムタイムの番組放映は、2012年秋に、CBCの予算削減と『ザ・パッショネート・アイ』の平日の放映のために終了された、よりリソース集約型の番組である『コネクト・ウィズ・マーク・ケリー』の代替として追加された。このような放送は、毎晩、20:00、22:00、翌1:00（全て東部時間）に3回行われる。
これらのエディションは、昼間の放映と形式が似ているが、主にサラ・ガラシャンやヨハンナ・ワグスタッフなど、バンクーバーを拠点とするリポーターを特集している。最初の数ヶ月間、各夕方版の最後の2分間は、『CBSディス・モーニング』のオープニングモンタージュ「Eye Opener」にならってパターン化されたように見える「The Edit」というタイトルのその日の出来事のクイックカットモンタージュに当てられた。同コーナーは2013年半ばまでに放棄された。
2017年10月9日、ホストのサラ・ガラシャンは、CBCニュースネットワークのバンクーバー版が同年10月13日の東部時間20:00に最終番組を放送すると発表した。このコーナーは、東部時間19:00に放送されるCBCニュースネットワークの2時間版に置き換えられ、トロントのキャロル・マクニールがホストを務めた。同コーナーは、2017年10月16日に開始された。

## 著名なホスト

### トロントから
- ヘザー・ヒスコックス（英語版）（平日6:00 - 10:00）
- スハナ・メハーチャンド（英語版）（平日10:00 - 13:00）
- キャロル・マクニール（英語版）（平日19:00 - 21:00）
- アンドリュー・ニコルズ（平日13:00 - 17:00）
- ジョン・ノースコット（週末6:00 - 11:00）
- アーティ・ポール（英語版）（土曜日16:00 - 17:00、18:00、21:00、23:00）
- マイケル・セラピオ（日曜日11:30 - 16:30）
- ダイアナ・スウェイン（英語版）
- ハンナ・ティベドー
- レシュミ・ネア
- ナターシャ・ファター（英語版）
- ジェニファー・ホール

### バンクーバーから
- サラ・ガラシャン
- イアン・ハノマンシング（英語版）